# Lodewijk Aerts
Mons. Lodewijk Aerts (* 2. října 1959, Geraardsbergen) je belgický římskokatolický duchovní a biskup bruggský.

## Život
Narodil se 2. října 1959 v Geraardsbergenu. Roku 1977 vstoupil do kněžského semináře v Gentu. Studoval filosofii v Lovani a poté teologii v Gentu. Na kněze byl vysvěcen 7. července 1984. Na Katholieke Universiteit Leuven získal bakalářský titul z filosofie a na Papežské Gregoriánské univerzitě doktorát z dogmatické teologie. V letech 1988-1992 byl profesorem filosofie v semináři v Gentu. Poté profesorem dogmatické teologie a spirituálem semináře, biskupským vikářem pro pastoraci mladých, biskupským vikářem pro povolání, vzdělávání a odbornou přípravu. Roku 2002 se stal kanovníkem katedrály v Gentu a roku 2016 děkanem.
Dne 5. října 2016 jej papež František ustanovil diecézním biskupem v Gentu. Biskupské svěcení přijal 4. prosince 2016 z rukou kardinála Jozefa De Kesela a spolusvětitelé byli biskup Arthur Luysterman a biskup Lucas Van Looy.